# Maestro del tríptico Osservanza
El Maestro del Tríptico de Osservanza, también conocido como el Maestro de Osservanza y el de Osservanza, es el nombre que recibe un pintor italiano de la Escuela Sienese, activo entre 1430 y 1450. 
El erudito italiano, Roberto Longhi, reconoció que dos trípticos anteriormente atribuidos a Stefano di Giovanni (il Sassetta), eran obra de otra mano, ahora conocida generalmente como el Maestro del Tríptico Osservanza. La Virgen y el Niño con San Jerónimo y San Ambrosio ( Basilica dell'Osservanza, Siena) y el Nacimiento de la Virgen ( Museo d'Arte Sacra, Asciano) son ambos estilísticamente similares a la obra de Stefano di Giovanni, pero tienen una expresión narrativa característica de la pintura gótica tardía. 
Longhi observó que otro grupo de pinturas estaba estrechamente relacionado con estas obras y parecían ser de la misma mano. Estas incluyen la predela del retablo de Osservanza (Pinacoteca Nazionale, Siena), una predela de San Bartolomé (Pinacoteca Nazionale, Siena), Escenas de la pasión ( Museos del Vaticano, Museo de Arte de Filadelfia y Museo de Arte de Fogg ), La Resurrección (Detroit Institute of Arts), y Escenas de la vida de St. Anthony Abbot (paneles en la National Gallery of Art, Washington D. C., el Metropolitan Museum of Art, el Yale University Art Museum y el Museum Wiesbaden, Alemania).  Además, la pintura de San Antonio Abad en el Louvre parece ser de otro retablo del mismo maestro. 
La investigación realizada en 2010 por Maria Falcone en Siena ha revelado que el nombre del Maestro es Sano di Pietro. Falcone encontró un documento sobre un retablo del “Maestro de la Osservanza” para una iglesia en Asciano, a las afueras de Siena, que en realidad estaba bajo el obispado de Arezzo. El sacerdote de la iglesia en Asciano no pagó al pintor y, por lo tanto, el gobierno de la ciudad de Siena tuvo que apelar al obispo de Arezzo para obligar al sacerdote de su distrito a pagarle al artista. El nombre del artista se incluyó en el documento como Sano di Pietro.

## Galería

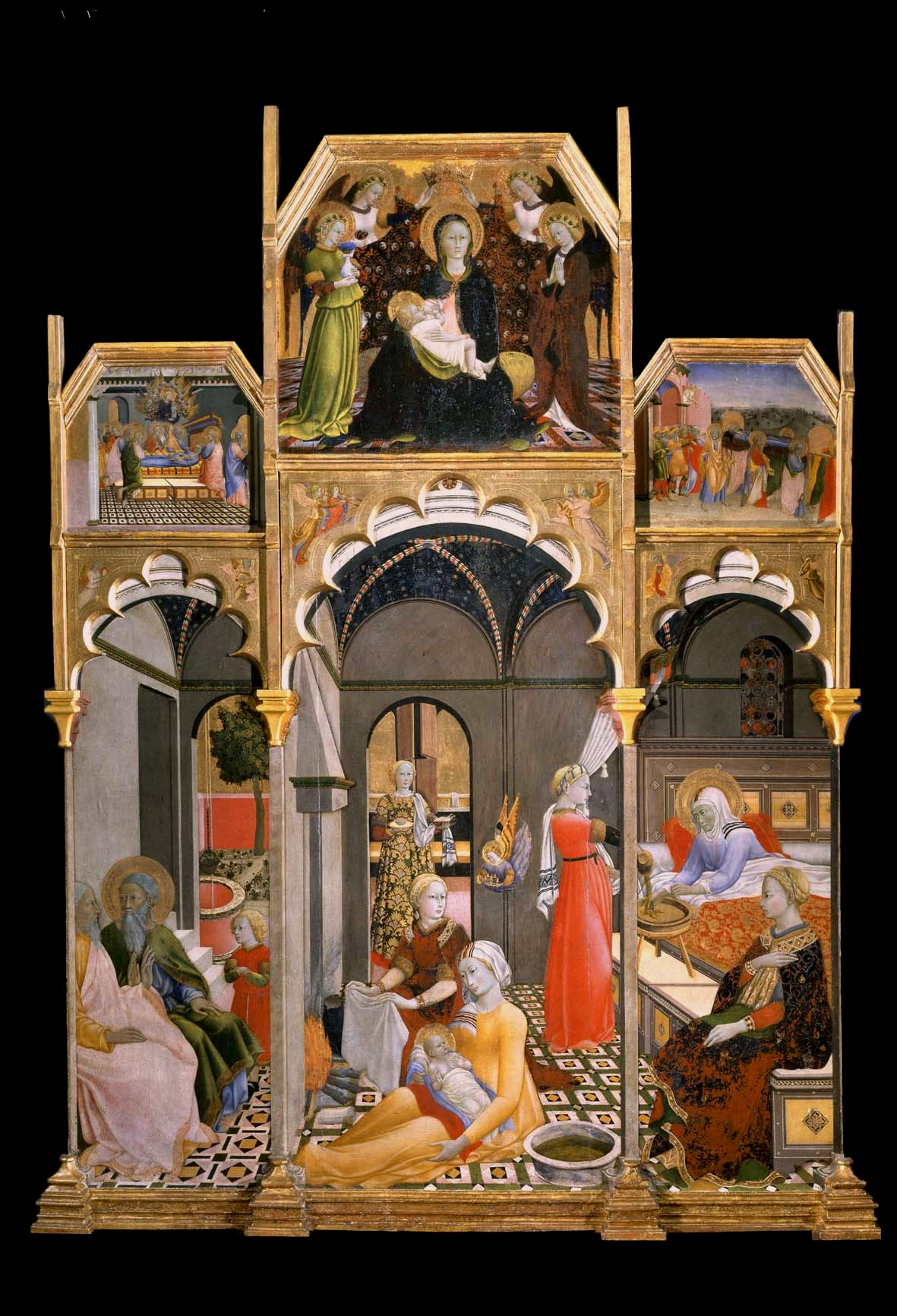
Nacimiento de la Virgen con otras escenas de su vida, c. 1428-39, Museo de Arte Sacra, Asciano
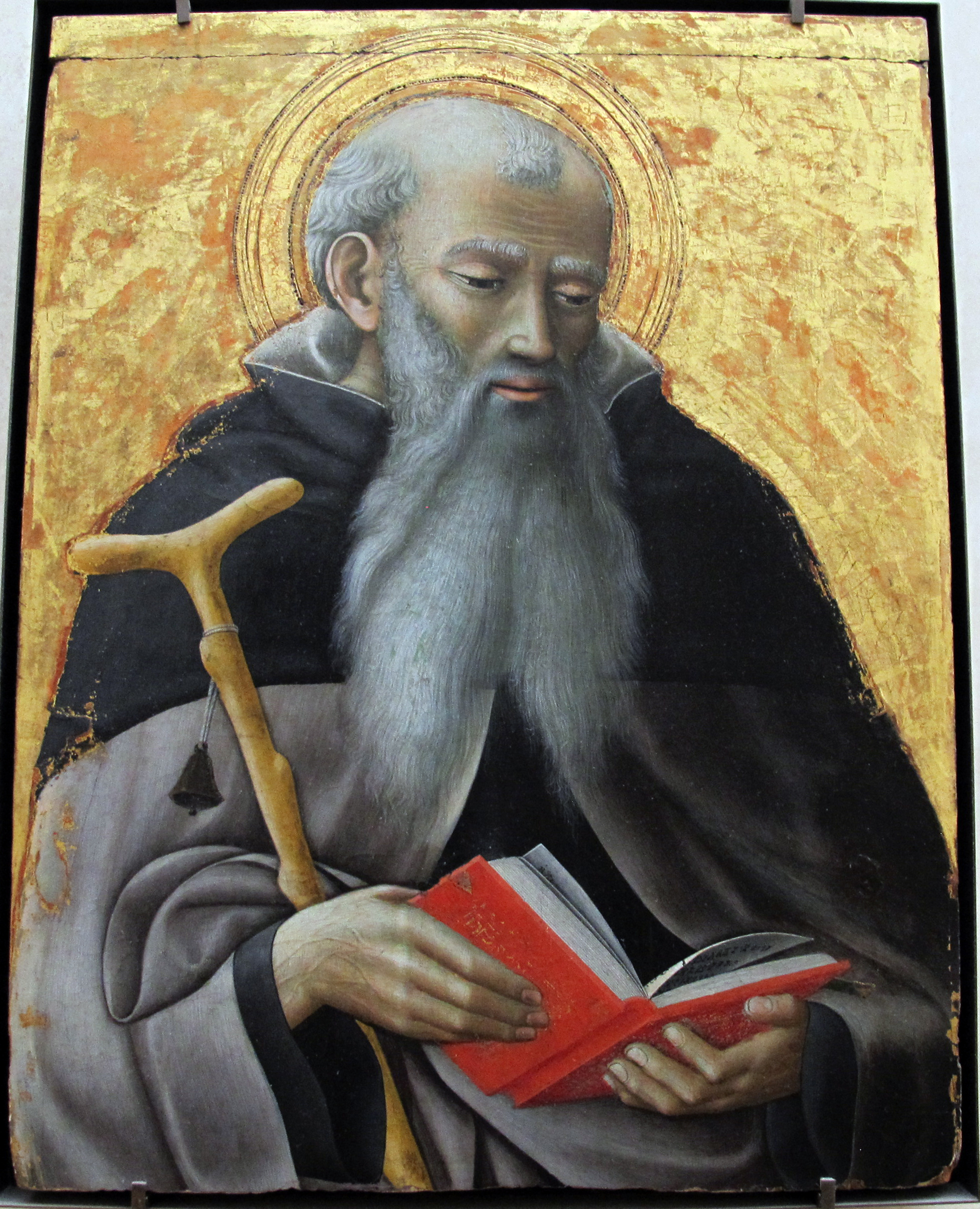
San Antonio, 1436, Louvre, París
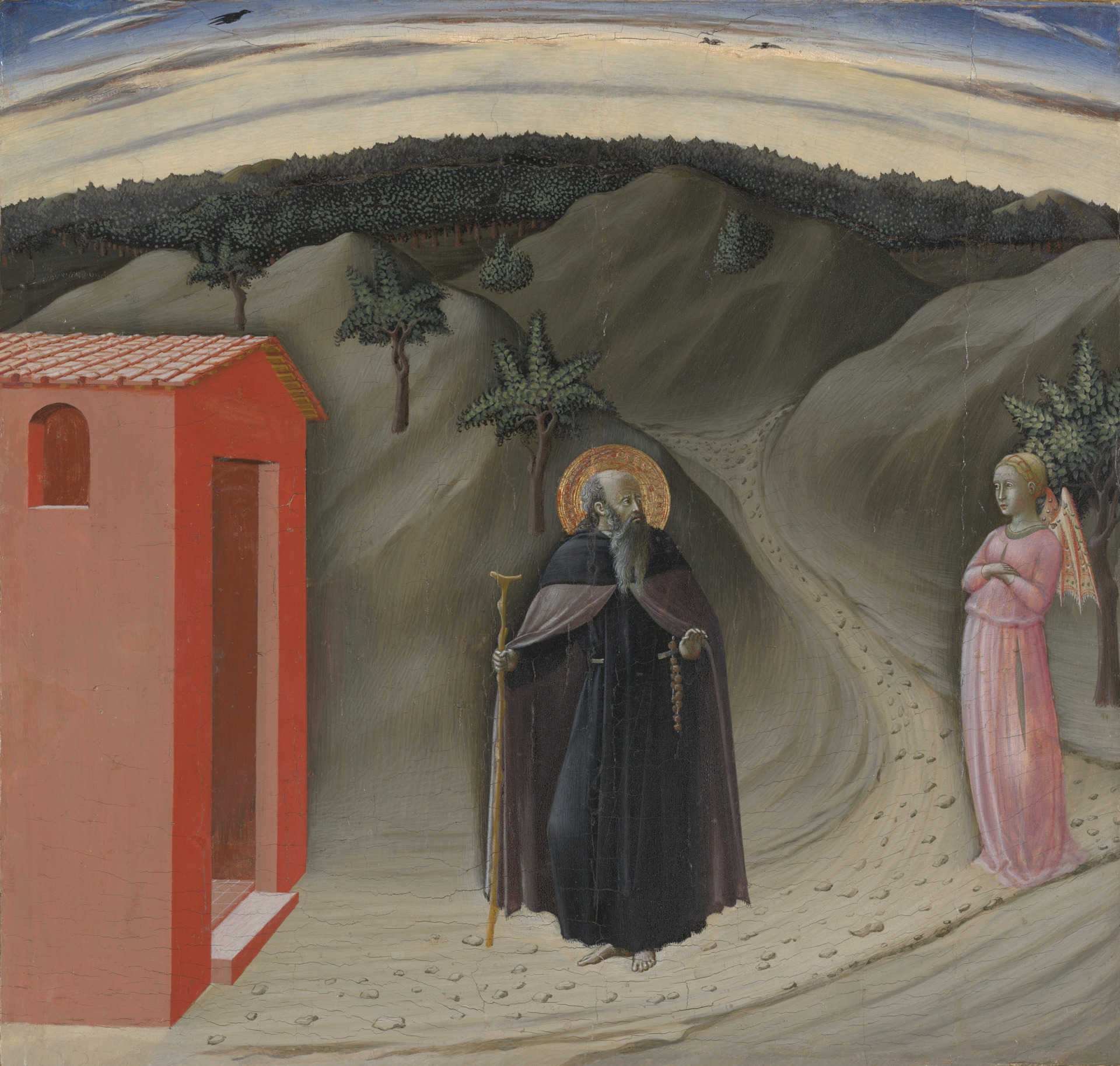
La tentación de San Antonio Abad, c. 1435-40
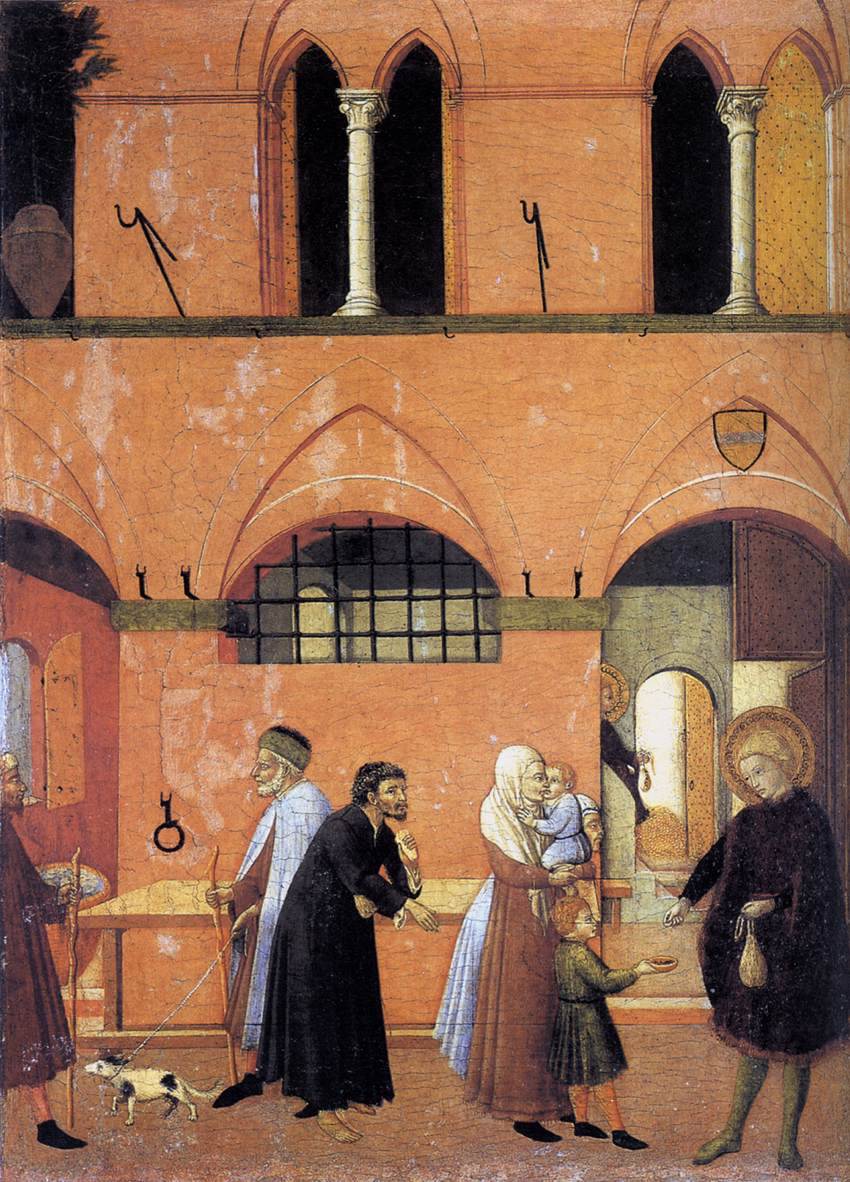
San Antonio distribuyendo su riqueza a los pobres, c. 1440
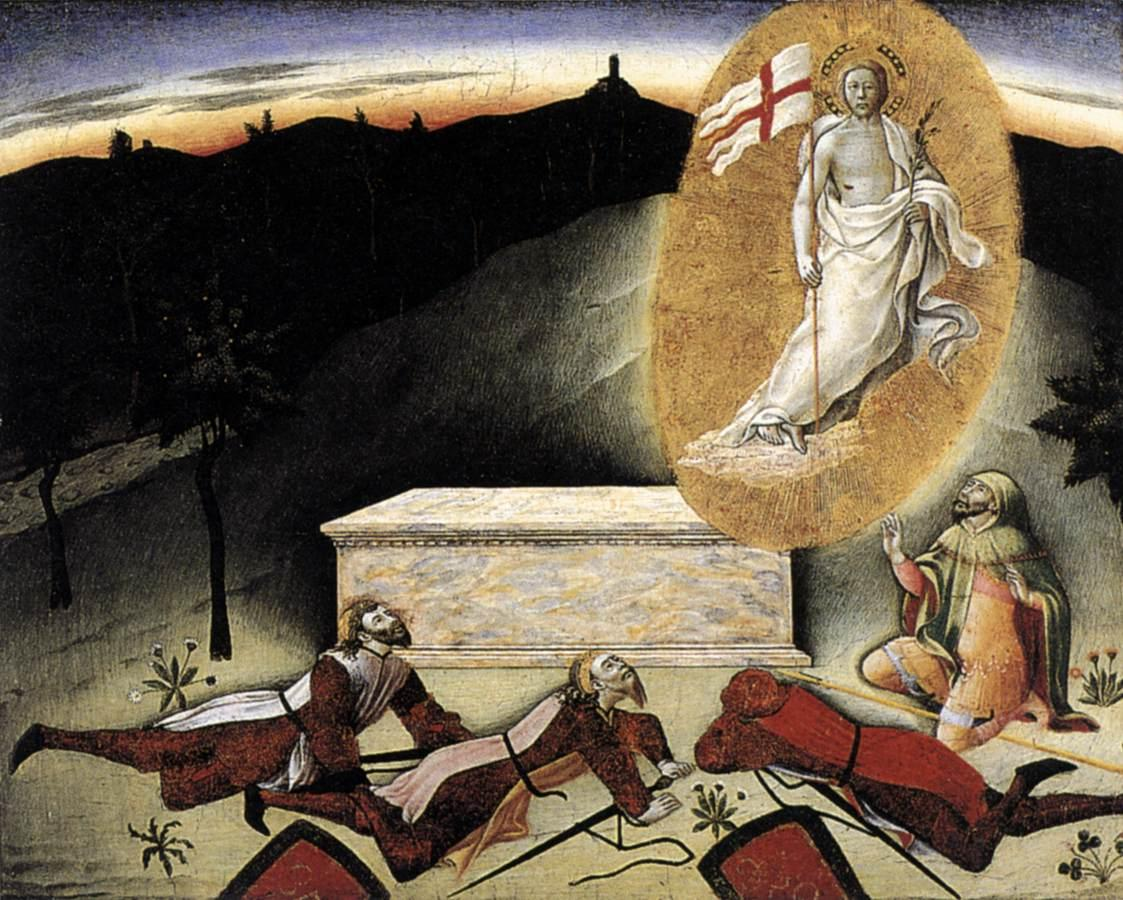
La resurrección, c. 1445, Instituto de Artes de Detroit